# Ваки (род)
 Ваки (лат. Hypoplectrus) — род лучепёрых рыб из семейства каменных окуней (Serranidae). Распространены в западной части Атлантического океана. Обитают на коралловых рифах в Карибском море и Мексиканском заливе. Наиболее часто встречаются у берегов Флориды и Багамских островов. Популярные объекты морской аквариумистики.
Небольшие по размеру каменные окуни, максимальные размеры особей у разных видов варьируют от 8,1 до 15,2 см. Питаются мелкими ракообразными и рыбами.
Синхронные гермафродиты, то есть каждая особь способна одновременно вырабатывать как мужские, так и женские гаметы. Самооплодотворения не наблюдали; обычно в нерестовый период образуют пары. В паре особи поочерёдно выступают в качестве самца или самки. Процесс оплодотворения икры происходит в течение нескольких ночей. Во время нереста издают низкочастотные звуки.

## Классификация
В составе рода выделяют 18 видов:
- Hypoplectrus aberrans Poey, 1868
- Hypoplectrus atlahua Tavera & Acero P, 2013[5]
- Hypoplectrus castroaguirrei Del-Moral-Flores, J. L. Tello-Musi & J. A. Martínez-Pérez, 2012
- Hypoplectrus chlorurus Cuvier, 1828
- Hypoplectrus ecosur Victor, 2012
- Hypoplectrus floridae Victor, 2012
- Hypoplectrus gemma Goode & Bean, 1882
- Hypoplectrus gummigutta Poey, 1851
- Hypoplectrus guttavarius Poey, 1852
- Hypoplectrus indigo Poey, 1851
- Hypoplectrus maculiferus Poey, 1871
- Hypoplectrus maya Lobel, 2011
- Hypoplectrus nigricans Poey, 1852
- Hypoplectrus providencianus Acero P & Garzón-Ferreira, 1994
- Hypoplectrus puella Cuvier, 1828
- Hypoplectrus randallorum Lobel, 2011
- Hypoplectrus unicolor Walbaum, 1792